# الاسلوب اللاحفائضي
الأسلوب اللاحفائضي (بالإنجليزية: Elimination communication) هي ممارسة يستخدم فيها مقدم العناية التحكم، الإشارات، التلميحات والبديهة لمعالجة حاجة الرضع للتخلص من الحفاضات.
يحاول مقدمو العناية التعرف على الاحتياجات الجسدية للأطفال والاستجابة لها وتمكينهم من التبول في الأماكن المخصصة مثل المرحاض، ويستخدموا الحفاضات كبديل في حالة عدم وجودهم لبعض من الوقت. تساعد هذه الممارسة على التأكيد على التواصل بين مقدمي العناية والأطفال، تساعد الطرفين أن يصبحوا أكثر انسجاما وتحكما بالتبول.
يعتر هذا المصطلح «الممارسة» مستوحى من العادات والممارسات القديمة للعناية بالأطفال دون حفاضات في الدول التي تعتمد على الصيد وجمع الثمار. يبدأ العمل في هذه الممارسة عند ولادة الطفل مع أنه يمكن البدء مع الطفل بأي عمر ولكن العمر المناسب منذ الولادة إلى أربعة أشهر للانسجام مع هذا الشيء.

## الفوائد
طبقاً لكريستينا جروس؛ الأسلوب اللاحفائضي يقلل من اعتماد العائلات على الحفاضات فهذا يساعد على تقليل التأثير البيئي عند التخلص من الحفاضات التي تستخدم لمرة واحدة أو المصنوعة من القماش والتي تغسل.
أيضا توفر من صرف الأموال للعائلات، ومن الناحية الصحية الأطفال المدربون على هذه الممارسة لا يصابون بالطفح الجلدي الناتج عن الحفاضات وقادرون على استيعاب أن الحفاضة ليست جزءًا من جسمهم، وعدم إصابتهم بالتهاب المسالك البولية على عكس الذين يرتدون الحفاضات فمن المحتمل إصابتهم بالالتهابات والطفح واحتمال تأخر أو صعوبة تدريبهم على استخدام الحمام. وأضافت كريستينا أن هذه الممارسة تزيد من العلاقة بين الأطفال ومقدمي الرعاية «الآباء» يتم حمل الرضيع وإمساكه ووضعه في مكان مناسب للتبول مما يزيد ويوفر الوضع العاطفي والبدني بينهم أثناء تدريبهم.
أفاد الآباء أن استخدام «الحمالة» لحمل الأطفال مفيدة  بحيث أنها تعمل على مساعدة الأطفال على إطلاق البول أو البراز وفي نفس الوقت السيطرة على بناء العضلات البولية والشرجية من خلال استرخاء عضلات المعدة وتقليص عضلات أسفل الحوض، وتساعد خاصة الأطفال الذين يعانون من الإمساك حيث يجد بعض الأطفال أن التغوط مزعج خاصة عند انتقالهم لتناول الطعام «الدجاج، الأرز، ألخ.....».

## النقد
تستند نصائح التدريب على استخدام النونية التقليدية إلى بحث أجراه توماس بيري برازيلتون في أواخر التسعينيات، والذي قدم «نهج الجاهزية». وكتب أن «القبول الواسع للاستعداد واستخدام المرحاض المستقل تم دعمه منذ ذلك الحين من خلال الخبرة السريرية وأسفر عن اتفاق على أن الطفل يجب أن يكون مستعدًا للمشاركة في التدريب على استخدام المرحاض في عمر 18 شهرًا تقريبًا وأن يتم تدريبه بالكامل في عمر سنتين أو ثلاث سنوات.» يجادل بأن محاولة التدريب على استخدام المرحاض قبل هذا العمر يمكن أن يكون قسريًا وبالتالي ضارًا نفسياً. يقر برازلتون بأن الاسلوب اللاحفائضي ممكن ومرغوب فيه، لكنه يعتقد أنه من الصعب القيام به في المجتمع الغربي. على وجه الخصوص، يستشهد بعودة الأم إلى العمل كعقبة أمام الاسلوب اللاحفائضي. كما يجادل بأنه لا ينبغي جعل الآباء يشعرون بالذنب إذا لم يتمكنوا من التواصل مع أطفالهم بهذه الطريقة. تم التشكيك في حياده بشأن هذا الموضوع منذ أن عمل كمستشار لشركة بروكتر أند غامبل، الشركة المصنعة لحفاضات بامبرز، بما في ذلك الظهور في إعلان بامبرز التجاري.